# Лома ел Тромпо (Кујамекалко Виља де Зарагоза)
Лома ел Тромпо (шп. Loma el Trompo) насеље је у Мексику у савезној држави Оахака у општини Кујамекалко Виља де Зарагоза. Насеље се налази на надморској висини од 1782 м.

## Становништво
Према подацима из 2010. године у насељу је живео 1 становник.

### Хронологија
| Година       | 2000        | 2005         | 2010 |
| ------------ | ----------- | ------------ | ---- |
| Становништво | 23 (14 / 9) | 27 (17 / 10) | 1    |

### Попис
| # | Индикатор                     | Вредност |
| - | ----------------------------- | -------- |
| 1 | Укупно домаћинстава           | 7        |
| 2 | Укупно насељених домаћинстава | 1        |
| 3 | Величина локације             | 1        |